# Per Denez
Per Denez (en francès, Pierre Denis) fou un escriptor en bretó, nascut a Rennes (Ille i Vilaine) el 1921 i mort el 30 de juliol de 2011.

## Biografia
Treballà com a mestre d'anglès a Douarnenez. Ha estat professor de bretó a la Universitat d'Alta Bretanya Rennes-2. El 1981, gràcies a les seves peticions, es va crear la llicenciatura de llengua bretona per decisió personal de l'aleshores recent escollit president de la República Francesa, François Mitterrand.
Fou president del Consell científic i d'animació de l'Institut Cultural de Bretanya des del 1984. President de la federació d'associacions de llengua bretona, Kuzul ar Brezhoneg. President del Comitè de suport a Unió Democràtica Bretona a les eleccions regionals de 1998. El març de 1999 va provocar una forta polèmica quan el diari Armor Magazine li va demanar el nom dels personatges més significatius de la Bretanya dels trenta darrers anys, i va donar els noms de Jean-Michel Kernaleguen i Christian Le Bihan, militants del Front d'Alliberament de Bretanya. El seu mètode pel bretó, com el de Roparz Hemon comporta nombrosos errors segons Jean-Claude Miossec.
Fundà les revistes bretones Kened, Ar Vro (1959) i Hor Yezh, de la que n'és director, així com l'editorial Mouladurioù Hor Yezh. El 1989 va rebre l'Orde de l'Ermini i el 1993 va rebre la Creu de Sant Jordi de la Generalitat de Catalunya.

## Obres
- Korf an den (El cos de l'home) 1941. Petit manual d'anatomia en bretó
- Etude structurale d'un parler breton : Douarnenez (1977)
- Glas evel daoulagad c'hlas ha ne oant ket ma re (Blau com els ulls blaus que no són pas els meus), Al Liamm, 1979
- Hiroc'h eo an amzer eget ar vuhez (El temps és més llarg que la meva vida), Mouladurioù Hor Yezh, 1981
- Evit an eil gwech, MHY, 1982
- Mont war-raok gant ar brezhoneg, MHY, 1987
- Eus un amzer 'zo bet, MHY, 1992
- En tu all d'an douar ha d'an neñv, MHY, 1993
- Geriadur brezhoneg Douarnenez (Diccionari del bretó de Douarnenez), 1985
- Yezh ha bro (Llengua i país), MHY, 1998.
- Bretagne et peuples d'Europe, MHY, 1999
- Warc'hoazh e tarzho c'hoazh an deiz, MHY 2006